# Lagos (vino)
Lagos es una denominación de origen controlada (DOC) portuguesa para vinos producidos en la región demarcada de Lagos, que abarca parte de los concelhos de Aljezur, Vila do Bispo y  Lagos, situados alrededor del Cabo San Vicente, en el Algarve, al sur del país. 
Los vinos de Lagos pueden ser blancos o tintos.

## Variedades de uva
- Tintas: Castelão (Periquita), Negra Mole y Trincadeira (Tinta Amarela).
- Blancas: Arinto (Pedernã), Malvasia Fina y Síria (Roupeiro).